# Ancona Marittima
Ancona Marittima (włoski: Stazione di Ancona Marittima) – stacja kolejowa w Ankonie, w prowincja Ankona, w regionie Marche, we Włoszech. Znajduje się w pobliżu portu. Położona jest w centrum miasta i jest stacją końcową linii ze stacji Ankona.

## Ruch
Stacja znajduje się w centrum miasta i cieszy się dużą popularnością wśród turystów i potencjalnie jest najbardziej wygodnym sposobem dotrarcia do centrum Ankony, z północy (Bolonia) i Zachodu (Rzym). Niemniej jednak, Ancona Marittima jest obsługiwana przez ograniczoną liczbę pociągów pasażerskich na linii, na której jest ograniczenie prędkości (15 km/h) i przecina trzy skrzyżowania (w tym jedno bez szlabanów). Głównymi kierunkami są Rimini, Pesaro, Jesi, Fabriano i Foligno i są to pociągi regionalne.